# Kiara Bisaro
Kiara Bisaro, née le 12 novembre 1975 à Tofino est une coureuse cycliste canadienne, spécialiste du VTT.

## Palmarès en VTT

### Jeux olympiques
- Athènes 2004
  - 15e du cross-country

### Championnats du monde
- Vail 2001
  - 10e du cross-country
- Kaprun 2002
  - 8e du cross-country
- Lugano 2004
  -  Championne du monde du relais par équipes (avec Geoff Kabush, Max Plaxton et Raphaël Gagné)

### Coupe du monde
- Coupe du monde de cross-country
  - 2004 : 9e du classement général, un podium à Fort William
  - 2005 : 8e du classement général

### Jeux du Commonwealth
- Melbourne 2006
  -  Médaillée de bronze du cross-country

### Championnat du Canada
- 2001
  - 2e du cross-country
- 2002
  - 3e du cross-country
- 2005
  - 3e du cross-country
- 2006
  - 3e du cross-country
- 2007
  - 3e du cross-country